# اليوسفية (الرباط)
اليوسفية هي جماعة ترابية تُعتبر إحدى الدوائر الست التي تتألف منها الجماعة الحضرية لمدينة الرباط في جهة الرباط سلا القنيطرة في المغرب. ويشغل السياسي المغربي عمر البحراوي منصب عمدة بلدة اليوسفية في الوقت الحالي.

## السكان
شهدت بلدة اليوسفية زيادة في عدد السكان، حيث ارتفع عدد سكانها من 170138 نسمة في عام 1994 إلى 172،863 نسمة في عام 2004.

## مجلس بلدية اليوسفية
يتألف مجلس بلدية اليوسفية من مسؤولين منتخبين من قاطني بلدة اليوسفية، ويجتمع المجلس ثلاث مرات سنويًّا تكون عادة خلال الأسبوع الأول من شهور يناير ويونيو وسبتمبر، وفي بعض الحالات قد يجتمع المجلس أيضًا بشكل استثنائي إما بناءًا على طلب رئيس مجلس البلدية، أو بناءًا على طلب ثلث أعضاء المجلس، أو بناءًا على طلب السلطة المحلية بمدينة الرباطة، وتكون جلسات المجلس عامة، إذ يمكن لأي جمعية أو شخص الحضور، ويجب إرسال نسخ من مداولات المجلس إلى رئيس البلدية الحضرية للرباط، والمسمى أيضًا برئيس بلدية الرباط. يتولى مجلس بلدية اليوسفية إدارة ميزانيته الخاصة، أما مقدار مخصصاته المالية فتقررها البلدية الحضرية لمدينة الرباط.

## انتخابات بلدية اليوسفية
كانت انتخابات مجلس بلدية اليوسفية الأخيرة قد أجريت في عام 2021، وفيما يلي قائمة بأسماء المسؤولين المحليين المنتخبين في مجلس بلدية اليوسفية:
| أسماء المسؤولين المحليين المنتخبين في مجلس بلدية اليوسفية | أسماء المسؤولين المحليين المنتخبين في مجلس بلدية اليوسفية |
| --------------------------------------------------------- | --------------------------------------------------------- |
| سيدي إبراهيم جماني                                        | عمدة بلدية اليوسفية                                       |
| أيوب الأتراسي                                             | عضو مجلس بلدية اليوسفية                                   |
| موسى العريف                                               | عضو مجلس بلدية اليوسفية                                   |
| حليمة بنلمعلم                                             | عضو مجلس بلدية اليوسفية                                   |
| سعيد الهند                                                | عضو مجلس بلدية اليوسفية                                   |
| فاطمة الخراب                                              | عضو مجلس بلدية اليوسفية                                   |
| كمال الأتراسي                                             | عضو مجلس بلدية اليوسفية                                   |
| أسماء الرام                                               | عضو مجلس بلدية اليوسفية                                   |
| عبد النبي بوافنزي                                         | عضو مجلس بلدية اليوسفية                                   |
| يوسف حمانة                                                | عضو مجلس بلدية اليوسفية                                   |
| فاطمة الشوفاني                                            | عضو مجلس بلدية اليوسفية                                   |
| عزيز لميني                                                | عضو مجلس بلدية اليوسفية                                   |
| صباح لهري                                                 | عضو مجلس بلدية اليوسفية                                   |
| البشير ثاقي                                               | عضو مجلس بلدية اليوسفية                                   |
| حميد بنسيد                                                | عضو مجلس بلدية اليوسفية                                   |
| احمد هنون                                                 | عضو مجلس بلدية اليوسفية                                   |
| الحسن لشقر                                                | عضو مجلس بلدية اليوسفية                                   |
| فاطمة لهبوب                                               | عضو مجلس بلدية اليوسفية                                   |
| امعمر لعروصي                                              | عضو مجلس بلدية اليوسفية                                   |
| رشيدة بوخيرة                                              | عضو مجلس بلدية اليوسفية                                   |
| خالد هبشان                                                | عضو مجلس بلدية اليوسفية                                   |
| عبد القادر ادبلا                                          | عضو مجلس بلدية اليوسفية                                   |
| مصطفى اربيعا                                              | عضو مجلس بلدية اليوسفية                                   |
| نجاة الرياحي                                              | عضو مجلس بلدية اليوسفية                                   |
| عمر سيبويه                                                | عضو مجلس بلدية اليوسفية                                   |
| السعدية كيزو                                              | عضو مجلس بلدية اليوسفية                                   |
| عبد الرحيم بنلقرشي                                        | عضو مجلس بلدية اليوسفية                                   |
| عبد القادر البريكي                                        | عضو مجلس بلدية اليوسفية                                   |
| عبد الرحيم لقراع                                          | عضو مجلس بلدية اليوسفية                                   |
| فاطمة البويسفي                                            | عضو مجلس بلدية اليوسفية                                   |
| عبد الله العزاوي                                          | عضو مجلس بلدية اليوسفية                                   |
| سامية الشرقاوي                                            | عضو مجلس بلدية اليوسفية                                   |
| عبد الرحمان بولعود                                        | عضو مجلس بلدية اليوسفية                                   |
| عائشة ارواضي                                              | عضو مجلس بلدية اليوسفية                                   |
| محمد اكيماخ                                               | عضو مجلس بلدية اليوسفية                                   |
| ميلودة حيمر                                               | عضو مجلس بلدية اليوسفية                                   |
| فريد الدرعى                                               | عضو مجلس بلدية اليوسفية                                   |
| شرف الدين نبيه                                            | عضو مجلس بلدية اليوسفية                                   |
| حسن طاطو                                                  | عضو مجلس بلدية اليوسفية                                   |
| الحسنية غايش                                              | عضو مجلس بلدية اليوسفية                                   |

## رئيس مجلس بلدية اليوسفية
رئيس مجلس بلدية اليوسفية هو موظف مدني يتم تعيينه بالانتخاب ضمن مجلس بلدية الرباط، ويتولى فور تعيينه إدارة ممتلكات بلدة اليوسفية، كما يتولى تنفيذ القرارات التي صوت عليها مجلس البلدة، ويمكن لمواطني البلدة تقديم الشكاوى والإبلاغ عن المشكلات المحلية مباشرة إلى رئيس بلدية الرباط، كما يمكنهم إرسال الأفكار والاقتراحات إلى رئيس بلدية الرباط.
يشغل السياسي المغربي عمر البحراوي منصب الرئيس الحالي لمدلس بلدية اليوسفية بعدما تم انتخابه خلال الانتخابات البلدية لعام 2021، وفيما يلي قائمة بأسماء المرشحين الذين تنافسوا على منصب رئاسة مجلس بلدية اليوسفية خلال انتخابات مجلس البلدية في عام 2021:
| اسم المرشح           | القائمة الحزبية                            | عدد الأصوات التي حصل عليها | عدد المقاعد التي حصل عليها الحزب في مجلس البلدية |
| سيدي عمر البحراوي    | قائمة حزب التجمع الوطني للأحرار            |                            | 10                                               |
| سيدي ابراهيم الجماني | قائمة حزب الأصالة والمعاصرة                |                            | 7                                                |
| الحسن لشقر           | حزب الاستقلال                              |                            | 6                                                |
| مصطفى اربيعا         | قائمة حزب الاتحاد الاشتراكي للقوات الشعبية |                            | 6                                                |
| عبد الرحمان بلعود    | قائمة حزب الحركة الشعبية                   |                            | 2                                                |